# Fibrokartilaginöse Embolie
Die Fibrokartilaginöse Embolie (faserknorplige Embolie) ist eine spezielle Form eines Rückenmarksinfarkts und eine häufige Erkrankung bei Hunden. Der Infarkt des Rückenmarks wird durch Eindringen von Faserknorpel in die Blutgefäße ausgelöst. Die Erkrankung kann bei allen Hunderassen auftreten, vermehrt wird sie bei älteren Tieren großer Rassen beobachtet. Selten tritt die fibrokartilaginöse Embolie auch bei Hauskatzen auf.

## Entstehung
Bei der fibrokartilaginösen Embolie gelangt faserknorpeliges Material aus den Bandscheiben der Wirbelsäule in die Rückenmarksäste der Blutgefäße. Wie dies geschieht, ist bislang ungeklärt. Das Bandscheibenmaterial führt zu einer Verlegung des Lumens der Blutgefäße und damit zu einem Infarkt des entsprechenden Rückenmarksegments. Aufgrund der nun bestehenden Sauerstoffunterversorgung kommt es zu einem Zelluntergang in der weißen und grauen Substanz im Rückenmark.

## Klinisches Bild
Eine fibrokartilaginöse Embolie entwickelt sich zumeist akut oder sogar perakut. Das klinische Bild hängt von der Lokalisation und dem Ausmaß des Infarkts ab. Am häufigsten betroffen sind der Hals- und der Lendenbereich des Rückenmarks. Die Ausfallserscheinungen sind häufig einseitig und können in Lähmungen (Hemiparese) und Ausfall der Sensibilität bestehen. Bei schweren Infarkten sind auch Paraparesen (Lähmung beider Hintergliedmaßen) und Tetraparesen (Lähmung aller Gliedmaßen) möglich.

## Diagnose
Da eine Magnetresonanztomografie in der Tiermedizin nur selten verfügbar ist, erfolgt die Diagnose im Ausschlussverfahren. 
Von den häufigeren Erkrankungen muss vorberichtlich ein akutes Trauma des Rückenmarks sowie über eine Myelografie ein Bandscheibenvorfall ausgeschlossen werden. Die Meningitis-Arteriitis des Hundes zeigt nie akute Lähmungserscheinungen, diese entwickeln sich allmählich, ebenso bei Tumoren des Rückenmarks und degenerative Myelopathien. Eine Myelitis kann mit Untersuchung des Liquor cerebrospinalis und Anfertigung eines Blutbilds ausgeschlossen werden. Das Wobbler-Syndrom entwickelt sich allmählich und ist eher durch Ataxien als durch Lähmungen gekennzeichnet und kann mittels Röntgen und Myelografie diagnostiziert werden. Beim Cauda-equina-Syndrom (Degenerative lumbosakrale Stenose) dominieren Schmerzen und pathologische Reflexe, Lähmungen sind selten, akute kommen nie vor.
Deutlich seltenere Erkrankungen des Rückenmarks bei Hunden müssen gegebenenfalls ebenfalls in Erwägung gezogen werden. Die Meningitis kann mit einer Liquor-Untersuchung, die Diskospondylitis mittels Röntgen abgeklärt werden. Die Symptome der Atlanto-axialen Subluxation entwickeln sich schleichend und die Erkrankung betrifft meist Jungtiere von Zwergrassen.

## Therapie und Prognose
Eine wirksame Therapie existiert nicht. In der Initialphase kann die Gabe von entzündungshemmenden Glucocorticoiden (Prednisolon, Dexamethason), im weiteren Verlauf mit Physiotherapie eine Verbesserung des Zustands versucht werden. Die Prognose ist abhängig vom Grad der Ausfallserscheinungen, bei fehlender Schmerzwahrnehmung ist sie eher schlecht. Hier besteht meist wenig Hoffnung, dass sich die Lähmungen zurückbilden, eine Einschläferung sollte in diesen Fällen in Betracht gezogen werden.